# Cacá Bizzocchi
Carlos Eduardo Bizzocchi (São Paulo, 30 de julho de 1962) é um ex-voleibolista indoor e treinador de voleibol brasileiro. Na função de treinador, foi medalha de ouro no Campeonato Sul-Americano de Clubes de 1996 no Peru e atuando como Auxiliar Técnico foi medalha de prata no Campeonato Mundial de 1991 pela seleção brasileira feminina juvenil. Foi também campeão Sul-Americano pela seleção adulta no feminino em 2003 e neste mesmo ano prata na Copa do Mundo. Ainda no feminino foi um semifinalista dos Olimpíada de Atenas de 2004 e neste mesmo ano conquistou o ouro do Grand Prix e do Torneio de Courmayeur. Integrou a Comissão Técnica da Seleção Brasileira Masculina, que ganhou a medalha de ouro na Olimpíada de Barcelona de 1992 e no ano seguinte ouro inédito da Liga Mundial de 1993.

## Carreira
Cacá após abandonar precocemente carreira de voleibolista, iniciou aos 19 anos de idade i sua trajetória como treinador de voleibol, após quatro anos na função de técnico jogou por três anos como atleta. Inexperiente como técnico, faltava-lhe de conhecimento teórico para lidar diante das situações adversas, tendo que aprendera a força, mais tarde formou-se em Educação Física pela Universidade de São Paulo, com Especialização em Voleibol, entre cursos afins ele estudou: aprendizagem motora, fisiologia do exercício, biomecânica, psicologia desportiva, teoria do treino desportivo e cultura geral.
Comandou o Sollo/Tietê, sua primeira equipe na categoria sênior disputou a primeira edição da Superliga Brasileira A 1994-95, terminando na quinta colocação , e na temporada 1995-96 obteve o bronze na Superliga correspondente a referida temporada.Ainda com este clube conquistou o ouro no Campeonato Sul-Americano de Clubes de 1996 , este realizado em Lima-Peru, mesmo com o título o patrocinador anuncia fim da parceria, ainda disputando a Superliga da temporada 1995-96.Teve passagens pelo Palmeiras/Guarulhos, onde obteve o título mais difícil devido as circunstâncias, ocorridas nos Jogos Abertos do Interior de 2001 e também foi vice-campeão dos Jogos Regionais no mesmo ano, além de decidir o título do Campeonato Paulista de 2001.
Foi treinador do BCN/Osasco na temporada 1996-97 disputando a final do Campeonato Paulista, ocasião que conquistou o ouro de tal competição e o bronze na Superliga Brasileira A 1996-07.Passou pelo Banespa em 1997 auxiliado por Mauro Grasso, Clube Monte Líbano, Juventus, Colgate/São Caetano, e pelo BAC/Preve/Jopema disputou a Divisão Especial do Campeonato Paulista em 2000.
Cacá foi Auxiliar Técnico do técnico Zé Roberto Guimarães em 1991 na seleção brasileira na categoria juvenil na modalidade feminina, oportunidade que disputou o Campeonato Mundial de Brno e terminou com a medalha de prata. No ano seguinte foi Assistente Técnico do mesmo técnico desta vez na seleção principal masculina, no grande marco do voleibol brasileiro: a conquista da medalha de ouro nos Jogos Olímpicos de Barcelona. Também desempenhou tal função na conquista da primeira medalha de ouro da seleção principal masculina na edição da Liga Mundial de 1993.
Em 2003 volta a ser o Auxiliar Técnico de Zé Roberto Guimarães, desta vez na seleção principal feminina, pela qual conquistou a medalha de prata na Copa do Mundo do Japão, o ouro no Campeonato Sul-Americano de Bogotá no mesmo ano. Permaneceu nesta função no ano de 2004 também, onde conquistou dois títulos importantes: o ouro no Torneio de Courmayeur e ouro no Grand Prix, ambos na Itália; neste mesmo ano foi semifinalista nos Jogos Olímpicos de Atenas, encerrando na quarta colocação.
Desde 2004 coordenou juntamente com ex-voleibolista Maurício Lima um projeto de formação de atletas em  Curitiba, PR, chamado de Projeto Voleibol Positivo, já recebeu propostas para atuar no exterior, por exemplo: nos Estados Unidos e na Europa, mas não deram certo.
Formado em Jornalismo, foi também Professor da disciplina de Voleibol dos cursos de graduação e de especialização da Escola de Educação Física e Desporto da Universidade de São Paulo, trabalha como comentarista no BandSports, colaborador desportivo da Photo&Grafia, além de atuar como Freelancer em jornalismo desportivo. Também escreveu os livros: “O voleibol de alto nível – da iniciação à competição” e “Manual de sobrevivência no voleibol profissional”.
Na temporada 2010-11, Cacá recebe o convite de Maurício Lima e é contratado como técnico da equipe masculina do Medley/Campinas,sob seu comando a equipe conquistou em 2010 o ouro nos Jogos Regionais, o vice-campeonato na Copa São Paulo e nos Jogos Abertos do Interior e na Superliga Brasileira A 2010-11 avançou aos playoffs e encerrou na oitava posição foi semifinalista do Campeonato Paulista de 2010 terminando na quarta posição.
Na temporada 2011-12 conquistou a prata nos Jogos Abertos do Interior, chegou a final do Campeonato Paulista de 2011, encerrando neste com o vice-campeonato e novamente se classificou para as quartas de final da Superliga Brasileira A, encerrando desta vez em sexto lugar.

## Títulos e Resultados
- 1994-95- 5º Lugar da Superliga Brasileira A [4]
- 1995-96- 3º Lugar da Superliga Brasileira A[4][5]
- 1996-97- 3º Lugar da Superliga Brasileira A[8]
- 1996-Campeão do Campeonato Paulista[7]
- 2001-Campeão dos  Jogos Abertos do Interior de São Paulo[6]
- 2001-Vice-campeão dos  Jogos Regionais de São Paulo[6]
- 2001-Vice-campeão do Campeonato Paulista[6]
- 2004-4º Lugar da Olimpíada (Atenas,  Grécia)[1]
- 2010- Campeão dos  Jogos Regionais de São Paulo[12]
- 2010-Vice-campeão da Copa São Paulo[12]
- 2010-Vice-campeão dos  Jogos Abertos do Interior de São Paulo[12]
- 2010-4º Lugar do Campeonato Paulista [13]
- 2010-11- 8º Lugar da Superliga Brasileira A [11]
- 2011-Vice-campeão dos  Jogos Abertos do Interior de São Paulo[12]
- 2011-Vice-campeão do Campeonato Paulista[14]
- 2011- Vice-campeão do Campeonato Paulista[12]
- 2011- Vice-campeão dos  Jogos Abertos do Interior de São Paulo[12]
- 2011-12- 6º Lugar da Superliga Brasileira A [12]